# Arquipélago de Sulu
O Arquipélago de Sulu é uma cadeia de ilhas no sudoeste das Filipinas. Este grupo de ilhas formam o limite norte do Mar de Celebes. O arquipélago está geograficamente dividido em vários grupos, mais significativamente em torno das ilhas principais Basilan, Jolo e Tawi-Tawi. Com uma população estimada a partir de 2005 em 1 300 000 pessoas, o arquipélago possui uma densidade demográfica de 313 hab. por km² e uma área territorial que abrange 4 068 km², sua capital é a cidade homônima. Há, diversos outros grupos que contenham ilhas pequenas na maior parte do arquipélago.
As maiores cidades ou vilas na área estão no Maimbung e Jolo do arquipélago Sulu, além da maior ilha de Palawan ao seu norte, as regiões costeiras do oeste estendendo até a península Zamboanga de Mindanao, e a parte norte da ilha de Bornéu antigamente eram partes da talassocracia do sultanato de Sulu ao norte de Bornéu.